# Castello di Lichtenstein
Il castello di Lichtenstein si trova nel Giura svevo in Baden-Württemberg, Germania, e sovrasta la località di Honau, nel comune di Lichtenstein. Fu costruito nel XIX secolo.

## Storia
Già verso il 1200 i nobili di Lichtenstein costruirono un castello, chiamato "vecchio Lichtenstein", che venne distrutto due volte, nel 1311 e nel 1381. Dopo la seconda distruzione, rimasero solo le rovine fino al 1840. Nel 1802 la terra passò nelle mani del re Federico I di Württemberg che vi fece costruire un rifugio da caccia. Dal 1837 la terra passò a suo nipote Wilhelm conte di Württemberg il quale, ispirato dal romanzo Lichtenstein di Wilhelm Hauff, fece edificare l'attuale castello nel 1840-1842.
L'architettura neogotica venne progettata dall'architetto Carl Alexander Heideloff.
Il castello è oggi una proprietà privata ma visitabile e al suo interno è conservata una grande collezione di stemmi e armature.

## Proprietari
I proprietari del castello sono gli eredi del suo costruttore, i duchi di Urach:
- Guglielmo, primo Duca di Urach (1810-1869)
- Guglielmo, secondo Duca di Urach (1864-1928)
- Karl Gero, terzo Duca di Urach (1899-1981)
- Karl Anselm, quarto Duca di Urach (nato nel 1955), rinunciò al titolo nel 1991
- Wilhelm Albert, quinto Duca di Urach (nato nel 1957)